# Myliobatis goodei
Myliobatis goodei es una especie de pez de la familia Myliobatidae en el orden de los Rajiformes.

## Morfología
• Los machos pueden llegar alcanzar los 125 cm de longitud total.

## Reproducción
Es Vivíparo

## Hábitat
Es un pez de mar y de clima tropicaly bentopelágico que vive entre 1-130 m de profundidad.

## Distribución geográfica
Se encuentra en la Argentina, Aruba, el Brasil, Colombia, Curaçao, la Guayana Francesa, Guayana, Surinam, Trinidad y Tobago,  Uruguay, los Estados Unidos y Venezuela.

## Observaciones
Es inofensivo para los humanos